# Kasane
Kasane är en ort (village) i distriktet Chobe i norra Botswana. 
Kasane har en flygplats, Kasane Airport.

## Bildgalleri

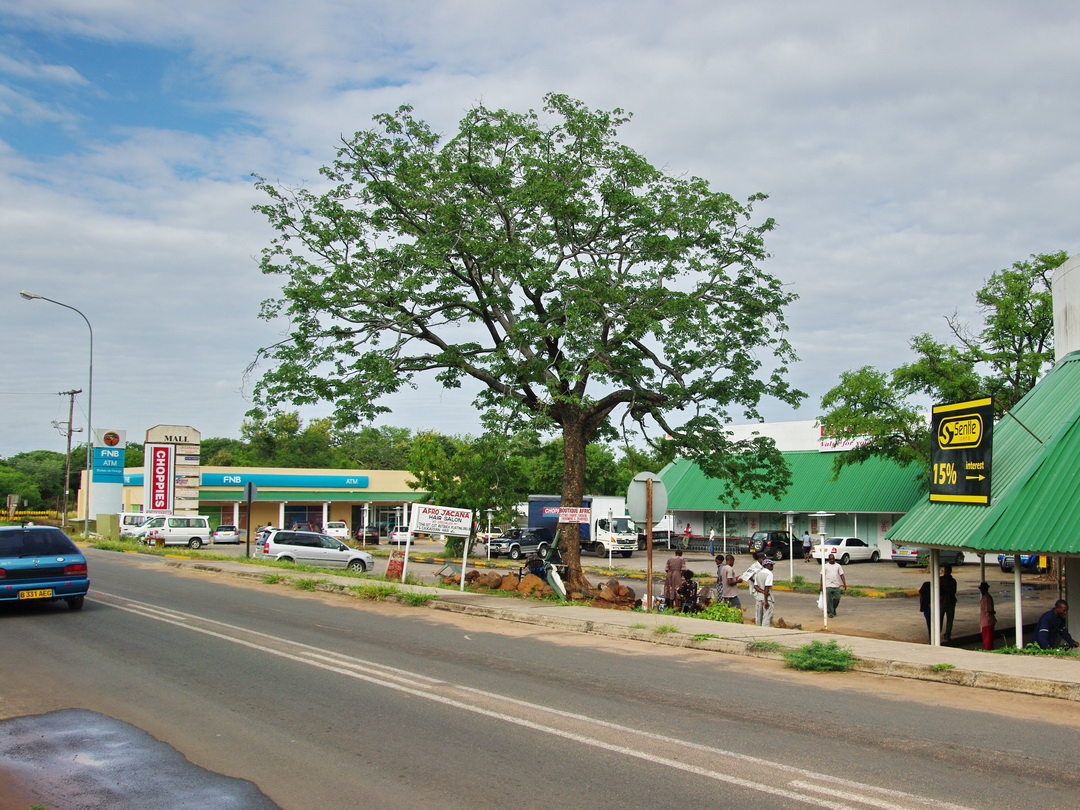
Centrala Kasane
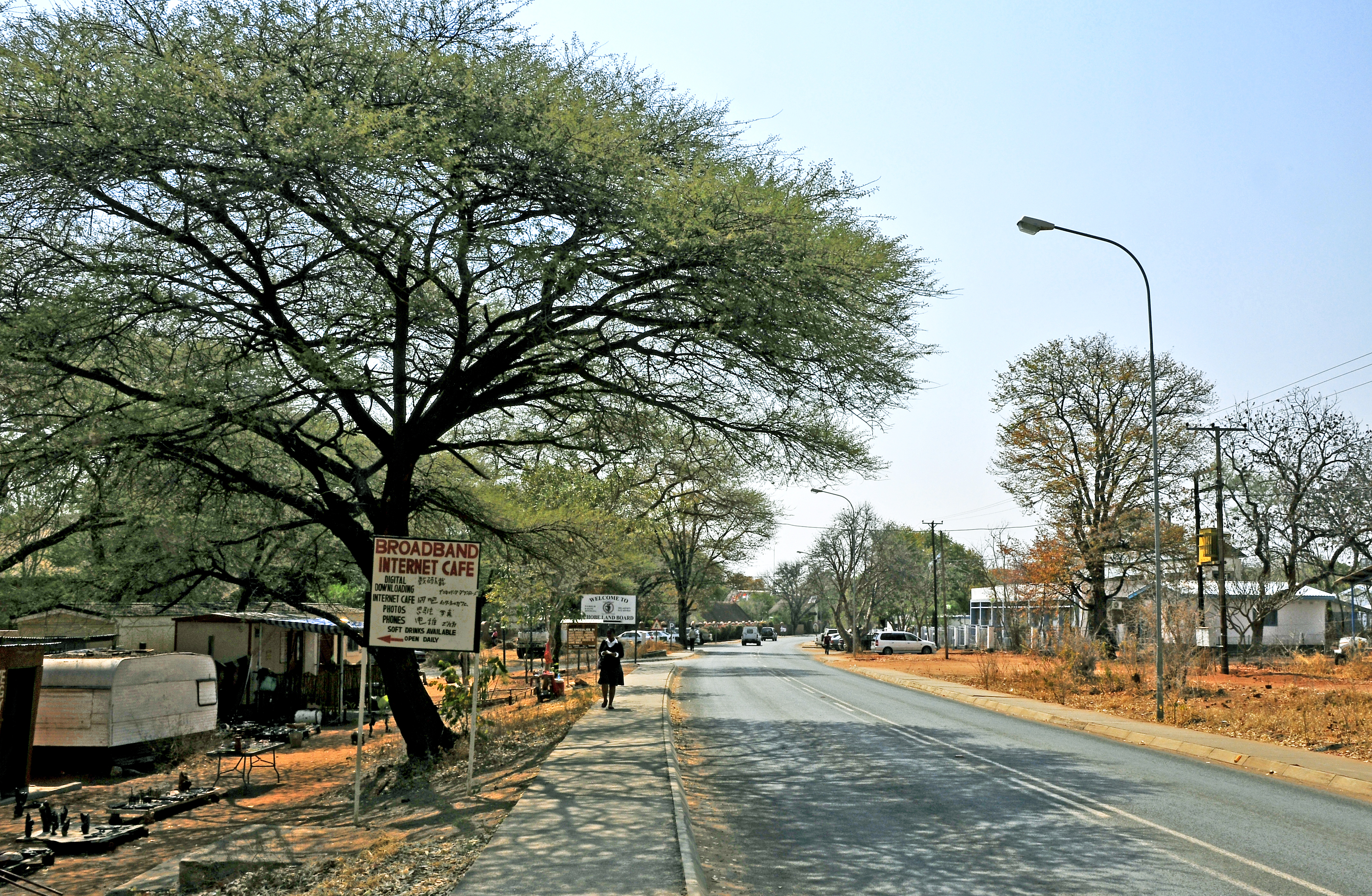
Gata i Kasane
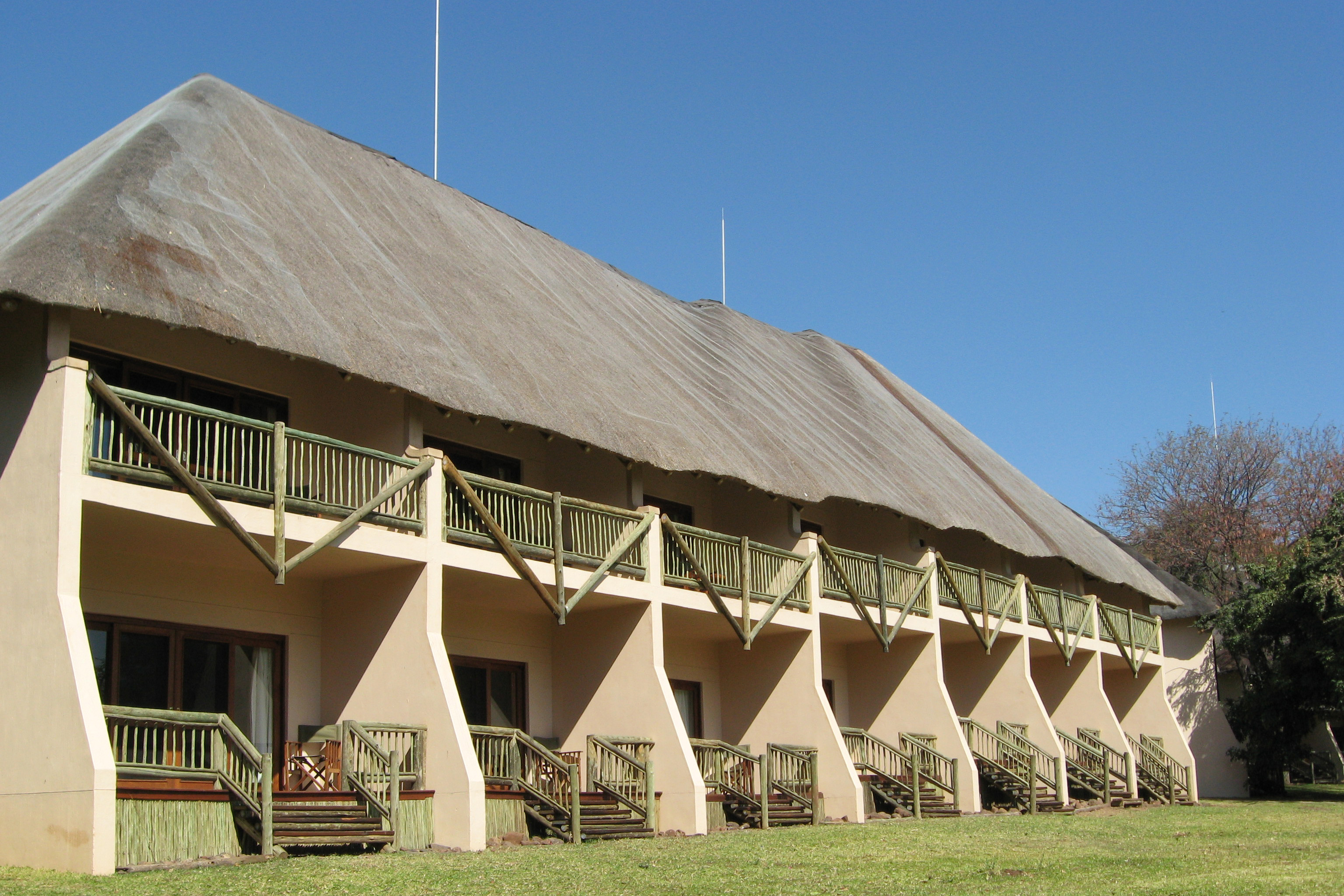
Kasane Chobe Safari Lodge
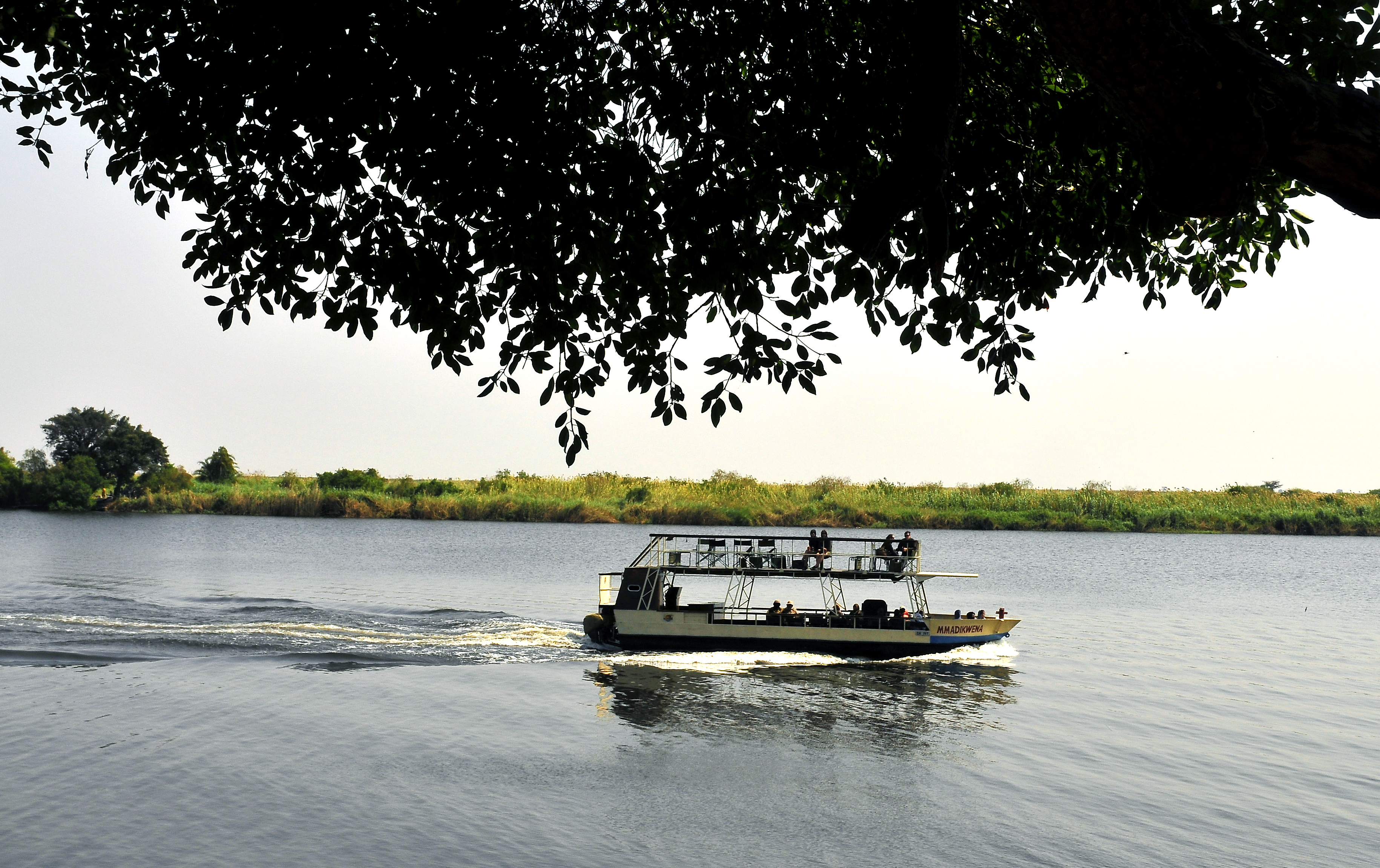
Floden Chobe River